# Carcharias

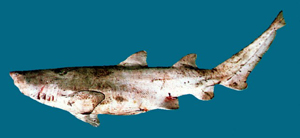
Carcharias tricuspidatus

A Carcharias a porcos halak (Chondrichthyes) osztályának heringcápa-alakúak (Lamniformes) rendjébe, ezen belül a tigriscápafélék (Odontaspididae) családjába tartozó nem.

## Rendszerezés
A nembe az alábbi 2 élő faj és 17-19 fosszilis faj tartozik:
- homoki tigriscápa (Carcharias taurus) Rafinesque, 1810 - típusfaj; a pliocén korban jelent meg
- Carcharias tricuspidatus Day, 1878 - manapság is több halbiológus azonosnak tartja a C. taurus-szal

Kréta időszaki fajok:
- †Carcharias amonensis
- †Carcharias tenuiplicatus
- †Carcharias cf. holmdelensis
- †Carcharias samhammeri

Paleogén korszaki fajok:
- †Carcharias whitei (Arambourg, 1952) - paleocén
- †Carcharias hopei (Agassiz, 1843) - késő paleocén - eocén
- †Carcharias acutissima (Agassiz, 1844) - késő eocén
- †Carcharias teretidens (White, 1931, - késő paleocén - eocén
- †Carcharias robusta? (Leriche, 1921) - kora eocén
- †Carcharias atlasi
- †Carcharias koerti (Stromer, 1905)
- †Carcharias vincenti (Woodward, 1899)
- †Carcharias teretidens - saját nemet alkothatnak neki, amelyben a Sylvestrilamia teretidens nevet viselné[3]

Neogén korszaki fajok:
- †Carcharias acutissima (Agassiz, 1843), oligocén - pliocén
- †Carcharias reticulata (Probst, 1879), oligocén - miocén
- †Carcharias cuspidata (Agassiz, 1843), oligocén - miocén
- †Carcharias cuspidata (Agassiz, 1843), pliocén - miocén
- †Carcharias sp. - még nem írták le, de meglehet, hogy azonos a miocén kori Carcharias contortidens-szal, amelyet Agassiz írt le 1843-ban
- †Carcharias reticulata (Kent 1994) - átsorolhatják az Odontaspisok közé Odontaspis acutissma (Agassiz 1843) néven - miocén